# Le Peyrat
Le Peyrat is een gemeente in het Franse departement Ariège (regio Occitanie) en telt 456 inwoners (1999). De plaats maakt deel uit van het arrondissement Pamiers.

## Geografie
De oppervlakte van Le Peyrat bedraagt 6,2 km², de bevolkingsdichtheid is 73,5 inwoners per km².
De onderstaande kaart toont de ligging van Le Peyrat met de belangrijkste infrastructuur en aangrenzende gemeenten.

## Demografie
Onderstaande figuur toont het verloop van het inwonertal (bron: INSEE-tellingen).

Vanwege een beveiligingsprobleem met de MediaWiki Graph-software is het momenteel niet mogelijk deze grafiek weer te geven. Zodra de software is bijgewerkt zal de grafiek vanzelf weer zichtbaar worden.